# Abra inanis
Abra inanis is een tweekleppigensoort uit de familie van de Semelidae. De wetenschappelijke naam van de soort werd in 1932 gepubliceerd door Prashad.